# Fort Caministigoyan
 (novembre 2023).
Si vous disposez d'ouvrages ou d'articles de référence ou si vous connaissez des sites web de qualité traitant du thème abordé ici, merci de compléter l'article en donnant les références utiles à sa vérifiabilité et en les liant à la section « Notes et références ».
Fort Caministigoyan ou Fort Kaministiquia est un fort français construit au XVIIIe siècle dans le Pays d'en Haut de la Nouvelle-France.  

## Histoire
En 1679, dit-on, mais plus vraisemblablement en 1684/85, l'explorateur français, Daniel Greysolon, sieur du Lhut ou son frère Claude Greysolon, sieur de la Tourette construit un fortin ou comptoir pour la traite des fourrures à l'embouchure de la rivière Kaministiquia, par ordre du gouverneur Joseph-Antoine Le Febvre de La Barre. Ce comptoir, comme la plupart des postes de l'ouest, fut abandonné en 1696, lorsque, à la suite d'un surplus de castors, le système de congés établi en 1681 fut aboli. 
En 1717, suivant le rétablissement du système de congés, l'officier canadien, Zacharie Robutel de La Noue, construit le Fort Caministigoyan près du site du comptoir des Greysolon.
En 1721, le capitaine, Jean-Baptiste de Saint-Ours Deschaillons fut nommé commandant du fort Caministigoyan. Il occupa cette fonction jusqu'en 1726.
Ce fort va permettre l'expansion du commerce de la fourrure dans les vastes territoires occidentaux du Canada, que les négociants en fourrures et explorateurs utiliseront, notamment, dès 1728, sous l'impulsion du commandant Pierre Gaultier de Varennes et de La Vérendrye, jusqu'à l'abandon de la route de la rivière Kaministiquia vers l'ouest au profit de Grand Portage. La Vérendrye va établir d'autres forts dans ce vaste territoire.
En 1731, La Vérendrye construit le Fort Saint-Pierre près de Grand Portage, sur la rivière à la Pluie.
En 1732, La Vérendrye construit un autre fort près du Lac des Bois, le Fort Saint-Charles.
En 1803 la Compagnie du Nord-Ouest, après avoir abandonné leur fort au Grand Portage situé dans le territoire devenu américain, établit un nouveau fort sur la rive nord de la rivière Kaministiquia appelé Fort William en 1807 en honneur de William McGillivray. Le fort sera à l'origine de la ville de Thunder Bay.
Une carte dressée en 1802 par l'ingénieur militaire britannique Ralph Henry Bruyeres (1765–1814) montre le site des forts français. Elle est reproduite dans le livre, Jean F. Morrison, Superior rendez-vous place : Fort William in the Canadian fur trade. Toronto : Natural Heritage Books, 2007, page 26. La 1re éd. parut en 2001. Le croquis original se trouve dans la collection des cartes de Bibliothèque et Archives Canada.